# Marco Aurelio Yano
Marco Aurelio Yano (né en 1963 à São Paulo, mort en 1991 dans la même ville) est un compositeur brésilien. Son œuvre la plus connue est son concerto pour hautbois composé en (1991).

## Biographie
Yano naît en 1963 à São Paulo d'une famille originaire du Japon. Il est paralysé de naissance et contraint par de nombreuses restrictions. En dépit de ces problèmes physiques, Yano étudie à l'Universidade Estadual Paulista (UNSESP) où il est diplômé de direction musicale et de composition. C'est là qu'il rencontre Alex Klein (en) pour qui il compose plus tard son concerto pour hautbois. Il n'a cependant pas le temps de l'achever car il meurt à l'âge de 27 ans d'une tumeur au cerveau avant de l'avoir entièrement orchestré.